# Bataille de Georgia Landing
Guerre de Sécession
Batailles
Campagne de Port Hudson
- Forts Jackson et St-Philip
- La Nouvelle-Orléans
- Baton Rouge
- 1re Donaldsonville
- Georgia Landing
- Plains Store
- Port Hudson

La bataille de Georgia Landing (ou Labadieville ou Texana) s'est déroulée le 27 octobre 1862, à Labadieville, Paroisse de l'Assomption en Louisiane, lors des opérations dans le district de LaFourche, pendant la guerre de Sécession.

## Contexte
Le major général Benjamin F. Butler, commandant les forces de l'Union dans le département du Golfe, lance une expédition dans la zone du bayou Lafourche pour éliminer la menace confédérée de cette région.

### Ordre de bataille
Les forces de l'Union comprennent une brigade de réserve du département du Golfe, du 8th New Hampshire Infantry (en), du 75th New York Infantry (en), et du 13th Connecticut Infantry (en).
Les forces confédérées comprennent le 18th Louisiana Infantry, le Crescent Regiment, la batterie de Ralston, un détachement de Cavalry, du 33rd Louisiana Infantry, du Terre Bonne Regiment de la milice de Louisiane, de la batterie de Semmes et du 2nd Louisiana Cavalry (approximativement 1 392 hommes).

## Bataille
Le major général de l'armée des États-Unis Benjamin F. Butler, commandant les forces de l'Union dans de département du Golfe, lance une expédition dans le bayou Lafourche pour éliminer la menace confédérée dans la région, de s'assurer que la production de sucre et de coton de la zone revienne dans les mains de l'Union et, dans le futur, l'utiliser comme base pour d'autres opérations militaires.
Le brigadier général de l'armée des États-Unis Godfrey Weitzel, protégé de Butler, avec cinq régiments de la brigade de réserve du département du Golfe (totalisant environ 4 000 hommes), quitte Carrollton, à onze kilomètres (sept miles) au-dessus de la Nouvelle-Orléans le 24 octobre 1862, et remonte le fleuve Mississippi en transports accompagnés par des canonnières. Atteignant Donaldsonville le lendemain, les troupes débarquent.
Le 25 octobre 1862, Weitzel et ses hommes arrivent à Donaldsonville, où Lafourche rencontre le fleuve Mississippi, et commence à avancer sur la rive est du bayou. Les confédérés, sous les ordres du brigadier général Alfred Mouton tentent de se concentrer pour faire face à la menace.
Le 26 octobre 1862, les forces de l'Union descendent le bayou Lafourche sur vingt-quatre kilomètres (quinze miles) vers Napoleonville, mais ne parviennent pas à trouver les forces confédérées dont la présence dans la région est connue.
Au 27 octobre 1862, les confédérés ont occupé une position dans le bayou au-dessus de Labadieville. Un peu plus de la moitié des forces se trouve sur la rive est tandis que le reste des hommes est sur la rive ouest près de Georgia Landing, généralement sans moyens pour se concentrer sur l'une des deux rives.
Le 27 octobre 1862, le brigadier général de l'Union poursuit sa marche vers Labadieville, sur la rive est du bayou où il rencontre l'ennemi en force, retranché sur les deux rives du bayou, avec six pièces d'artillerie en batterie. Les forces confédérées comprennent le 18th Louisiana Infantry Regiment, le Crescent Regiment, la batterie Ralston, un détachement de cavalerie, le 33rd Louisiana Infantry Regiment, le Terre Bonne Regiment de la milice de Louisiane, la batterie Semmes et le 2nd Louisiana Cavalry Regiment (approximativement 1 392 hommes).
Les troupes du général Weitzel commencent une escarmouche avec les positions confédérées sur la rive est vers 11 heures du matin. Manquant de soutien d'artillerie de la part des troupes retranchées sur la rive ouest du bayou, les troupes confédérées dans ces positions se retirent rapidement. Au moyen d'un pont flottant, le général Weitzel commence à faire traverser ses hommes sur la rive ouest pour y attaquer les troupes rebelles. Pendant quelques instants, les troupes confédérées combattent avec résolution et forcent l'assaut de l'Union à s'arrêter. Néanmoins, le manque de munitions d'artillerie oblige les forces confédérées aussi à abandonner ces positions. Les forces confédérées se retirent dans le bayou vers Labadieville.
Les pertes de l'Union s'élèvent à 86 hommes dont 18 tués et 68 blessés. Les pertes confédérées sont estimées à 229. En plus, 206 confédérés sont faits prisonniers.
Le 28 octobre 1862, Weitzel entre dans Thibodaux et l'occupe, à quelques kilomètres en dessous de Labadieville, et le 29 octobre 1862 une route est ouverte avec la Nouvelle-Orléans grâce au chemin de fer « New Orleans, Opelousas and Great Western ». Le résultat de l'expédition est d'ouvrir l'ensemble de la région du bayou Lafourche à l'occupation de l'Union.